# Post-Hartree-Fock-Methoden
In der Computerchemie sind die Post-Hartree-Fock-Methoden (Post-HF-Methoden) die Reihe von Methoden, die entwickelt wurden, um die Hartree-Fock-Methode (HF) bzw. die Self-Consistent-Field-Methode (SCF) zu verbessern.  Diese Methoden basieren auf dem HF-Verfahren und haben den Vorteil, dass sie ebenfalls reine ab initio Methoden sind (also keine empirischen Parameter enthalten) und systematisch verbesserbar sind. Bei den Post-HF Methoden wird die Elektronenkorrelation hinzugefügt, um die Coulomb-Abstoßung zwischen Elektronen zu beschreiben. Bei der Hartree-Fock-Methode wird im Gegensatz dazu die Abstoßung nur gemittelt betrachtet (mean field theory).

## Grundlagen
Im Allgemeinen macht das SCF-Verfahren mehrere Annahmen über die Natur der Vielteilchen-Schrödinger-Gleichung und deren Lösungssatz:
- Für Moleküle wird die Born-Oppenheimer-Näherung als inhärent angenommen. Allerdings sollte die wahre Wellenfunktion auch eine Funktion der Kernkoordinaten sein.
- Typischerweise werden relativistische Effekte vollständig vernachlässigt, es wird angenommen, dass der Impulsoperator vollständig nichtrelativistisch ist.
- Der Basissatz besteht aus einer endlichen Anzahl atomzentrierter Funktionen (typischerweise Gaussian Type Orbitals). Die wahre Wellenfunktion ist allerdings eine Linearkombination von Funktionen aus einem vollständigen (also unendlichen) Basissatz.
- Die Energieeigenfunktionen werden als Produkte von Ein-Elektronen-Wellenfunktionen angenommen. Die Effekte der Elektronenkorrelation, die über die Austausch-Energie hinausgehen, die aus der Anti-Symmetrisierung der Wellenfunktion resultiert, werden vollständig vernachlässigt.

Für die große Mehrheit der untersuchten Systeme, insbesondere für angeregte Zustände und Prozesse wie Dissoziationsreaktionen, ist der vierte Punkt bei weitem der wichtigste. Daher wird der Begriff "Post-Hartree-Fock-Methode" typischerweise für Methoden benutzt, die die Elektronenkorrelation eines Systems approximieren.
In der Regel liefern post-Hartree-Fock-Verfahren genauere Ergebnisse als Hartree-Fock-Berechnungen, obwohl die zusätzliche Genauigkeit mit dem Preis zusätzlicher Kosten (d. h. höherer numerischer Aufwand) einhergeht.

## Ansatz
Die Post-Hartree-Fock-Verfahren beruhen alle darauf, dass die elektronische Wellenfunktion nicht nur von einer, sondern durch eine Linearkombination von mehreren Slaterdeterminanten beschrieben wird. Neben der Determinante, die im Hartree-Fock-Verfahren verwendet wird und die den Grundzustand repräsentiert, gibt es noch sogenannte angeregte Determinanten, da hier Elektronen virtuelle Orbitale besetzen. Für {\displaystyle N} Elektronen und 2n Spinorbitale gibt es im Prinzip {\displaystyle {\binom {2n}{N}}} mögliche Determinanten. Aus dieser Menge müssen die Determinanten für den Ansatz der Wellenfunktion ausgewählt werden. Die einzelnen Post-Hartree-Fock-Methoden unterscheiden sich im Wesentlichen dadurch voneinander, wie die Selektion dieser Determinanten stattfindet und die Bestimmung der Expansionskoeffizienten stattfindet.
Es gibt variationelle Methoden, die auf dem Variationsprinzip beruhen und eine obere Schranke der exakten Energie liefern (wie z. B. Configuration Interaction) und störungstheoretische Methoden, wie Møller–Plesset.

## Methoden
- Configuration Interaction (CI)
- Coupled Cluster (CC)
- Multi-Configuration Time-Dependent Hartree (MCTDH)
- Møller–Plesset Störungstheorie verschiedener Ordnung (MP2, MP3, MP4 etc.)[3]
- Quadratic Configuration Interaction (QCI)
- Zusammengesetzte Methoden (G2, G3, T1 etc.)

## Verwandte Methoden
Methoden, die mehr als eine Determinante als Startpunkt verwenden, sind keine Post-Hartree-Fock-Methoden im engeren Sinn, da letztere eine einzige Determinante als Referenz verwenden. Allerdings verwenden sie  oft auf ähnliche störungstheoretische oder auf Konfigurationswechselwirkung basierende Ansätze, um die Beschreibung der Elektronenkorrelation zu verbessern. Daher liegt eine enge Verwandtschaft zu den Post-HF-Methoden vor. Zu diesen Methoden gehören:
- Multi-configurational self-consistent field (MCSCF), z. B. CASSCF[4]
- Multireference configuration interaction (MRCI)[5]
- N-electron valence state perturbation theory (NEVPT)[6]